# Letiště Negage
Letiště Negage (IATA: GXG, ICAO: FNNG) je letiště u města Negage v angolské provincii Uige. Dříve to byla portugalská vojenská základna.

## Vybavení
Letiště se nachází 1251 metrů nad mořem. Má jednu asfaltovou přistávací dráhu dlouhou 2400 metrů a širokou 30 metrů.